# Russell Errett

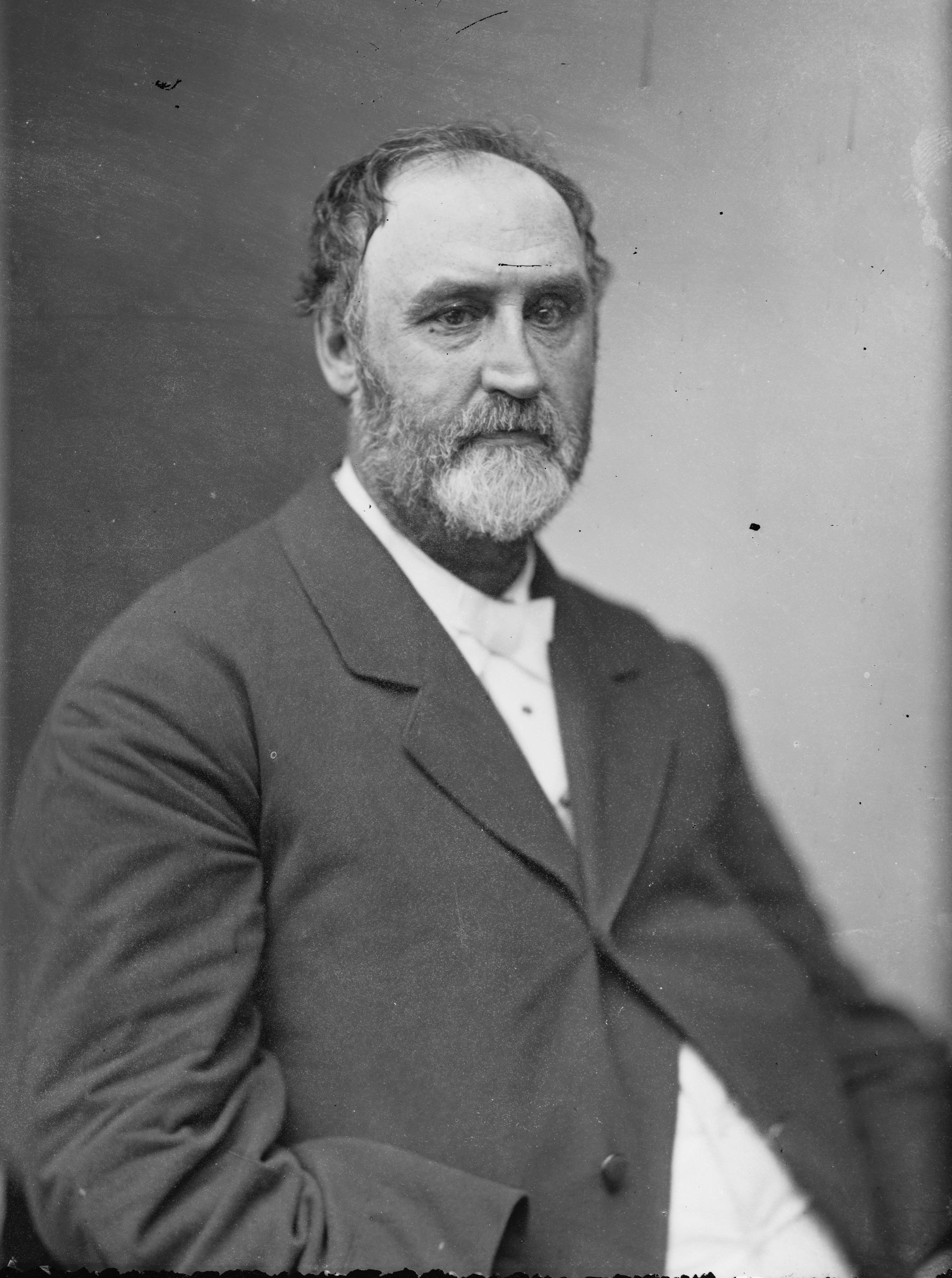
Russell Errett

Russell Errett (* 10. November 1817 in New York City; † 7. April 1891 in Carnegie, Pennsylvania) war ein US-amerikanischer Politiker. Zwischen 1877 und 1883 vertrat er den Bundesstaat Pennsylvania im US-Repräsentantenhaus.

## Werdegang
Über die Jugend und Schulausbildung von Russell Errett ist nichts überliefert. 1829 zog er nach Pittsburgh in Pennsylvania, wo er in der Zeitungsbranche arbeitete. Im Jahr 1860 wurde er Comptroller in seiner neuen Heimatstadt. Zwischen Jahren 1860 und 1861 sowie von 1872 bis 1876 war er als Clerk bei der Verwaltung des Senats von Pennsylvania angestellt. Während des Bürgerkrieges diente er als Zahlmeister im Heer der Union. Politisch wurde er Mitglied der Republikanischen Partei. Im Jahr 1867 war er Staatssenator in Pennsylvania; zwischen 1869 und 1873 arbeitete er für die Finanzbehörde.
Bei den Kongresswahlen des Jahres 1876 wurde Errett im 22. Wahlbezirk von Pennsylvania in das US-Repräsentantenhaus in Washington, D.C. gewählt, wo er am 4. März 1877 die Nachfolge des Demokraten James Herron Hopkins antrat. Nach zwei Wiederwahlen konnte er bis zum 3. März 1883 drei Legislaturperioden im Kongress absolvieren. Seit 1881 war er dort Vorsitzender des Ausschusses für öffentliche Liegenschaften. Im Jahr 1882 wurde er nicht wiedergewählt.
Zwischen 1883 und 1887 arbeitete Russell Errett als Pension Agent für die Bundesrentenverwaltung in Pittsburgh. Er starb am 7. April 1891 in Carnegie.